# Eriauchenus harveyi
Espèce
Synonymes
- Eriauchenius harveyi Wood & Scharff, 2018

Eriauchenus harveyi est une espèce d'araignées aranéomorphes de la famille des Archaeidae.

## Distribution
Cette espèce est endémique de Madagascar. Elle se rencontre dans le massif d'Andringitra.

## Description
Le mâle holotype mesure 2,05 mm et la femelle paratype 2,31 mm.

## Étymologie
Cette espèce est nommée en l'honneur de Mark Stephen Harvey.

## Publication originale
- Wood & Scharff, 2018 : « A review of the Madagascan pelican spiders of the genera Eriauchenius O. Pickard-Cambridge, 1881 and Madagascarchaea gen. n. (Araneae, Archaeidae). » ZooKeys, no 727, p. 1-96.